# 亜呂奈
亜呂奈（あろな、1975年3月6日 - ）。東京都世田谷区出身。女優、元プロテニス選手。血液型はO型。慶應義塾大学法学部中退。

## 人物
中学卒業後にオーストラリアへテニス留学し、12歳で世界ランキングを取得。その後活動拠点をアメリカへ移し各国トーナメントを転戦するも、4大大会出場を目前に手首を痛める怪我をし、2年間の戦線離脱を余儀なくされる。
帰国後は学業へ復帰。大学在学中に役者の道を志すようになり、「役者に必要な稽古を優先したい」との意向で大学を中退。1998年、『隠密奉行朝比奈』でデビュー。2000年に初舞台を踏む。
時代劇が好きで、乗馬・立ち廻りもスタントなしでこなせる程の腕前。英語（英会話）・日舞（宗家藤間流）・居合・殺陣・水泳・ジャグリングなども得意とする。大のゴルフ好きで、ベストスコアは72。ホールインワン3回(2020年現在）。その他の趣味はスキー＆スノーボード、ビリヤード、絵画、映画／音楽鑑賞 など。

## 出演

### 映画
- 千年の恋 〜ひかる源氏物語〜
- 憑神
- 嫌な女
- GOZE ～瞽女～

### テレビ

#### 時代劇
- 隠密奉行朝比奈（フジテレビ）
- 鬼平犯科帳スペシャル 大川の隠居（フジテレビ）
- 鬼平犯科帳スペシャル 兇賊（2006年2月、フジテレビ）
- 鬼平犯科帳スペシャル 一本眉（2007年4月、フジテレビ）
- 鬼平犯科帳スペシャル 一寸の虫（2011年4月、フジテレビ）
- 剣客商売II 第5話、第6話（フジテレビ）
- 剣客商売V 第7話（フジテレビ） - ゲスト
- 剣客商売／新妻（フジテレビ）
- 剣客商売／助太刀（フジテレビ） - おこう
- 剣客商売／決闘 高田馬場（フジテレビ） - 楓
- 金曜プレミアム「剣客商売 陽炎の男」（2015年9月、フジテレビ） - おもと
- 夜桜お染（2003 ‐ 2004年、フジテレビ） - レギュラー／菊川あやめ
- 八丁堀の七人（テレビ朝日）
- 逃亡者おりん（テレビ東京）
- 宮本武蔵（テレビ東京）
- 大河ドラマ：風林火山／40回（2007年10月、NHK）
- 金曜時代劇：お江戸吉原事件帖 第2話（2007年11月、テレビ東京） - ゲスト
- 水戸黄門 第43部 第18話（2011年11月、TBS） - ゲスト
- NHK BSプレミアム「大岡越前」（2013年〜NHK-BS） - レギュラー／お秀

#### 現代劇
- 山村美紗シリーズ
- 西村京太郎シリーズ
- 浅見光彦シリーズ」(16)(18)(24)(28)(32)(34)(35)（フジテレビ）
- 鍵老人（フジテレビ）
- 真珠夫人（フジテレビ）レギュラー
- 男たちの宿題（フジテレビ）
- 新・壁ぎわ税務官（フジテレビ）
- SPドラマ／肉体の門（テレビ朝日）
- ドクター・ヘリ（日本テレビ）
- タクシードライバーの推理日誌（テレビ朝日）
- ココだけの話（テレビ朝日）
- さすらい署長 風間昭平シリーズ（テレビ東京）
- さすらいのプラチナワゴン〜歌手・美波丈太朗の事件簿〜（TBS）
- 世にも奇妙な物語 「デジャヴ」（2021年） ‐ 南野凛子 役

### 舞台
- るつぼ（紀伊国屋ホール）
- 夢ふたり（三越劇場）
- ふたりの街の灯（三越劇場）
- 名古屋大安吉日物語（中日劇場）
- ファミリー大戦争 〜オヤジの嫁さん〜（三越劇場）